# Calodexia similis
Calodexia similis là một loài ruồi trong họ Tachinidae.